# Zagórze (Wypnicha)
Zagórze – część wsi Wypnicha w Polsce położona w województwie lubelskim, w powiecie lubartowskim, w gminie Michów. Nie posiada sołtysa, należy do sołectwa Wypnicha.
W latach 1975–1998 miejscowość administracyjnie należała do województwa lubelskiego.